# Erstürmung der Peenemünder Schanze
1. Phase: Schwedische Dominanz (1700–1709)
Dänischer Kriegsschauplatz (1700)
Humlebæk • Tönning I 
Livländ./ Estnischer Kriegsschauplatz (1700–1708)
Riga I • Jungfernhof • Varja • Pühhajoggi • Narva • Petschora • Düna • Rauge • Erastfer • Hummelshof • Embach • Tartu • Narva II • Wesenberg I • Wesenberg II
Ingermanländ./ Finnischer Kriegsschauplatz (ab 1701)
Archangelsk • Ladogasee • Nöteborg • Nyenschanz • Newa • Systerbäck • Petersburg • Wyborg I • Porvoo • Newa II • Koporje II • Kolkanpää
Litauisch-weißrussischer Kriegsschauplatz (1702–1706)
Vilnius • Saladen • Jakobstadt • Gemauerthof • Mitau • Grodno I • Olkieniki • Njaswisch • Klezk • Ljachawitschy
Polnischer Kriegsschauplatz (1702–1706)
Klissow • Pułtusk • Thorn • Lemberg • Warschau • Posen • Punitz • Tillendorf • Rakowitz • Praga • Fraustadt • Kalisch 
Russischer Kriegsschauplatz (1708–1709)
Grodno II • Golowtschin • Moljatitschi • Rajowka • Lesnaja • Desna • Baturyn • Koniecpol • Weprik • Opischnja • Krasnokutsk • Sokolki • Poltawa I • Poltawa II
2. Phase: Schweden in der Defensive (1710–1721)
Baltischer und Finnischer Kriegsschauplatz (bis 1714)
Riga II • Wyborg II • Pernau • Kexholm • Reval • Hogland • Pälkäne • Storkyro • Nyslott • Hanko 
Schwed./Norwegischer Kriegsschauplatz (1710–1721)
Helsingborg • Køge-Bucht • Bottnischer Meerbusen • Frederikshald I • Dynekilen-Fjord • Göteborg I • Strömstad • Trondheim • Frederikshald II • Marstrand • Ösel • Göteborg II • Södra Stäket • Grönham • Sundsvall
Norddeutscher Kriegsschauplatz (1711–1716)
Elbing • Wismar I • Lübow • Stralsund I • Greifswalder Bodden I • Stade • Rügen • Gadebusch • Altona • Tönning II • Stettin • Fehmarn • Wismar II • Stralsund II • Jasmund • Peenemünde • Greifswalder Bodden II • Stresow 
Die Erstürmung der Peenemünder Schanze war ein Gefecht des Pommernfeldzugs von 1715/1716 im Großen Nordischen Krieg. Die Erstürmung begann am 21. August 1715 und endete am folgenden Tag mit der Einnahme der Schanze durch preußische und sächsische Truppen.

## Die Beteiligten
Der schwedische König Karl XII. verließ Anfang August nach dem Fall der Schanze  an der Swinemündung die Insel Usedom und ließ den Oberstleutnant Kuse mit knapp 200 Mann zur Verteidigung der Peenemünder Schanze zurück. Unter dem Oberkommando von General von Arnim stürmten am Abend des 21. August 1715 1000 preußische, sächsische und dänische Infanteristen die Schanze. Die sächsischen Regimenter wurden von Generalmajor Friedrich Ludwig Prinz von Württemberg geführt. Er war ein Sohn des Herzogs Eberhard Karl Friedrich von Württemberg.

## Im Vorfeld der Erstürmung
Der König von Preußen befahl dem General von Arnim von Wollin aus die Insel Usedom zu erobern. Die Stadt und das Schloss Wolgast wurden Ende Juli besetzt. Die schwedischen Truppen lieferten sich mit den verbündeten Truppen entlang des Peenestroms einen harten Verteidigungskampf. Ort für Ort musste von den Preußen erobert werden.
Als die Insel verloren war, setzte der schwedische König Karl XII. mit dem Gros seiner Armee nach Rügen über und beließ nur ein kleines Kontingent, 450 Mann unter dem Oberbefehl von Oberstleutnant Kuse, zur Verteidigung der Peenemünder Schanze zurück. Auf die Anfrage des Oberstleutnant, ob er die Schanzen im Falle einer Niederlage auch übergeben dürfe, schrieb der König zurück, dass die Schanzen bis zum Tode zu verteidigen seien.
Anfang August erreichten die Verbündeten die Peenemünder Schanzen. 17 Tage lang beschoss die preußische Artillerie die Schanzen. Am 18. August eroberte die Infanterie die Laufgräben der Peenemünder Schanze und näherte sich so der Schanze bis auf 400 Schritt.

## Die Erstürmung
Am Abend des 21. August 1715 befahl der General von Arnim den Sturm der Schanzen. 1000 preußische, sächsische und dänische Infanteristen stürmten die Schanzen. Die beiden sächsischen Regimenter Seckendorff und Friesen übernahmen die Führung des Sturmangriffes.
Die Überwindung der 400 Schritt vom Graben bis zur Schanze forderte die meisten Toten unter den Angreifern. Die schwedische Besatzung hielt dem Sturmangriff drei Stunden stand.
Die Kanonen und Mörser der Preußen hatten an zwei Stellen die Mauer der Schanze zerstört. An diesen Stellen stürmten die Sachsen in die Festung. Nach einem einstündigen Nahkampfgefecht des Kommandanten und seinen verbliebenen Soldaten mit den sächsischen Infanteristen, baten die schwedischen Soldaten den Kommandanten die Festung zu übergeben. In Anbetracht der Verluste und Ausweglosigkeit der Lage übergab der Oberstleutnant, entgegen dem Befehl des Königs, die Schanze.
Bei der Gefangennahme des Kommandanten fand man in seiner Tasche die Order des Königs. Dieses wurde sogleich dem König von Preußen überbracht.
Gebt nicht erst Feuer, als bis die Feinde hart am Graben sind; wehrt euch bis auf den letzten Blutstropfen; ich wünsche Euch gute Verrichtung Karl

## Militärische Einheiten
Nachweislich beteiligte Einheiten
Königreich Preußen:
- Infanterie-Regiment Nr. 2[6]
- Infanterie-Regiment Nr. 4[7]
- Infanterie-Regiment Nr. 14[8]
- Infanterie-Regiment Nr. 19[9]
- Infanterie-Regiment Nr. 23[10]

- Kürassier-Regiment Nr. 5[11]
- Kürassier-Regiment Nr. 11[12]
- Kürassier-Regiment Nr. 12[13]

Sachsen-Polen:
- Regiment Seckendorff[4]
- Regiment von Friesen[4]

## Die Folgen
Die siegreichen verbündeten Truppen zogen nach Stralsund und stießen zum Rest der Belagerungsarmee. Mit dem Verlust der Insel Usedom waren nur noch die beiden Festungen Stralsund und Wismar auf dem Festland in schwedischer Hand.
Die Insel Usedom ging nach der Einnahme durch die Verbündeten unter dänische Verwaltung.